# Terminalia pennyana
Terminalia pennyana är en tvåhjärtbladig växtart som beskrevs av V.C. Anozie. Terminalia pennyana ingår i släktet Terminalia och familjen Combretaceae. Inga underarter finns listade i Catalogue of Life.